# 小圃
小圃位于扬州市广陵区东关街道夹剪桥10号。现为扬州市文物保护单位。

## 历史
小圃为咸丰六年丙辰科进士、户部主事陈韨（字象衡，号湘蘅）所建，建于同治年间。占地面积650平方米。